# Barbican Centre
Het Barbican Centre, ook wel the Barbican, is een centrum voor podiumkunsten (performing arts centre) en andere vormen van kunst in Londen, Engeland. Het muziek-, theater- en filmcomplex ligt aan Beech Street in de City of London. Het gebouw in de stijl van het brutalisme dateert uit 1982 en maakt deel uit van het Barbican Estate, dat sinds 2001 een grade II* listed building is. Het Barbican Centre is met ongeveer 3300 zitplaatsen in drie zalen een van de grotere theatercomplexen in Europa. Het biedt onder andere huisvesting aan het London Symphony Orchestra (LSO), het BBC Symphony Orchestra (BBC SO) en de Royal Shakespeare Company (RSC) en omvat daarnaast enkele bioscoopzalen, een openbare bibliotheek en een aantal expositieruimtes.

## Geschiedenis

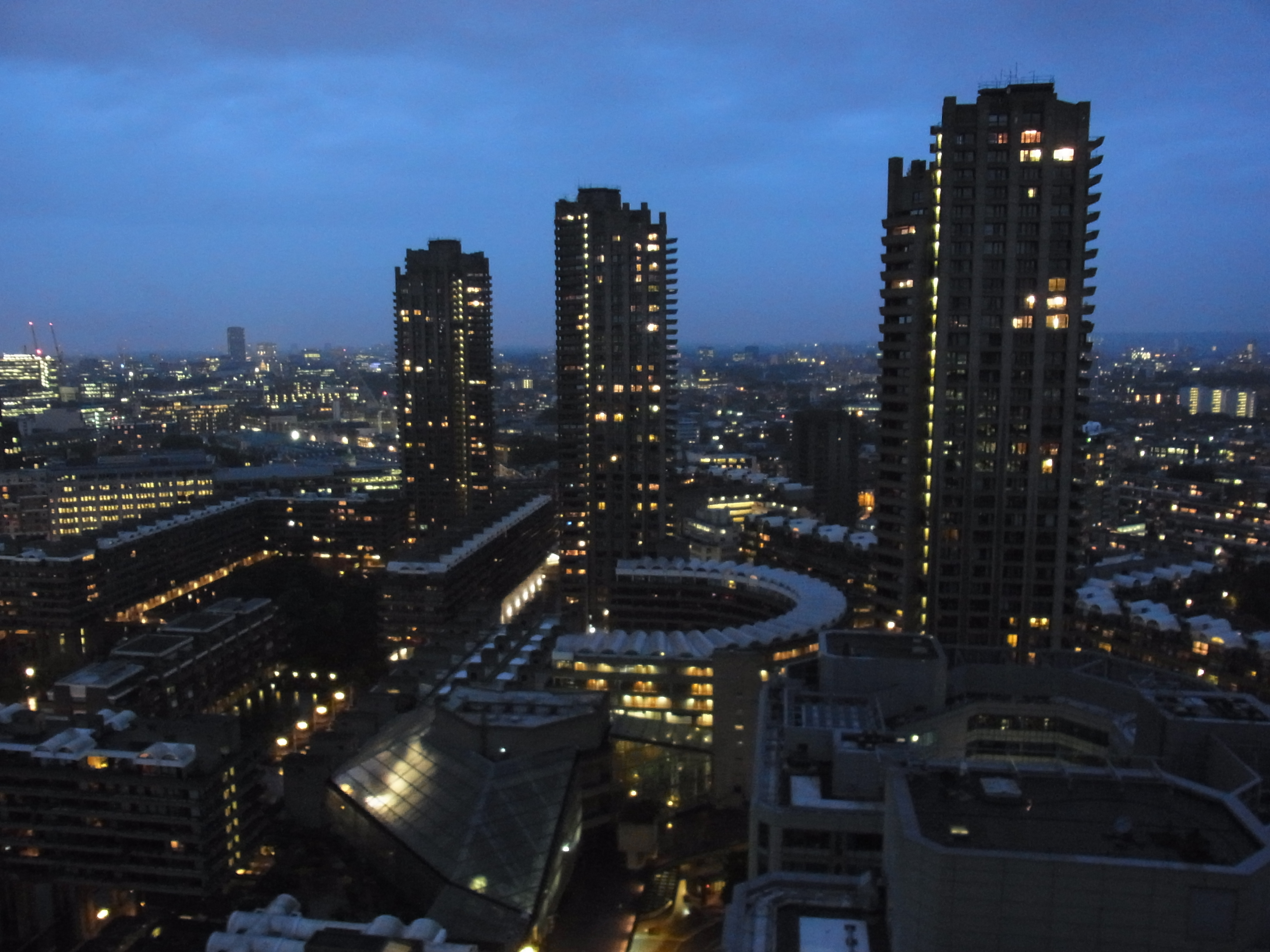
Overzicht van het Barbican-complex

### Bouw Barbican
De bouw van het Barbican Estate, waarvan het Barbican Centre deel uitmaakt, ging in 1965 van start en was in 1969 grotendeels voltooid. De naam verwijst naar een barbacane, een term uit de vestingbouw. De architecten, Chamberlin, Powell en Bon, ontwierpen voor het in de Tweede Wereldoorlog grotendeels verwoeste gebied een stedelijk centrum in de stijl van het brutalisme. Het gebouwencomplex, grotendeels gebouwd in ruw beton, heeft een ingewikkelde plattegrond met diverse ingangen en verbindingsroutes op verschillende niveaus.
Aan de bouw van het Barbican Centre ging een lange periode van voorbereidingen vooraf, waarbij met name de financiering een hinderpaal bleek. De eerste plannen voor een kunstencentrum op deze site dateerden van 1955. Vanaf 1960 waren de Royal Shakespeare Company en het London Symphony Orchestra betrokken bij de planning. Pas in 1971 kon de bouw van start gaan en op 3 maart 1982 werd het Barbican Centre geopend door koningin Elizabeth. Het complex is eigendom van en wordt geëxploiteerd door de City of London Corporation, de op twee na grootste financier van de kunsten in het Verenigd Koninkrijk. Het gebouw kostte £161 million en werd gepresenteerd als "een gift van de stad Londen aan de natie". Het was vanaf het begin controversieel en werd in 2003 gekozen tot "lelijkste gebouw in Londen", ondanks dat het in 2001 een grade II* listed building was geworden.

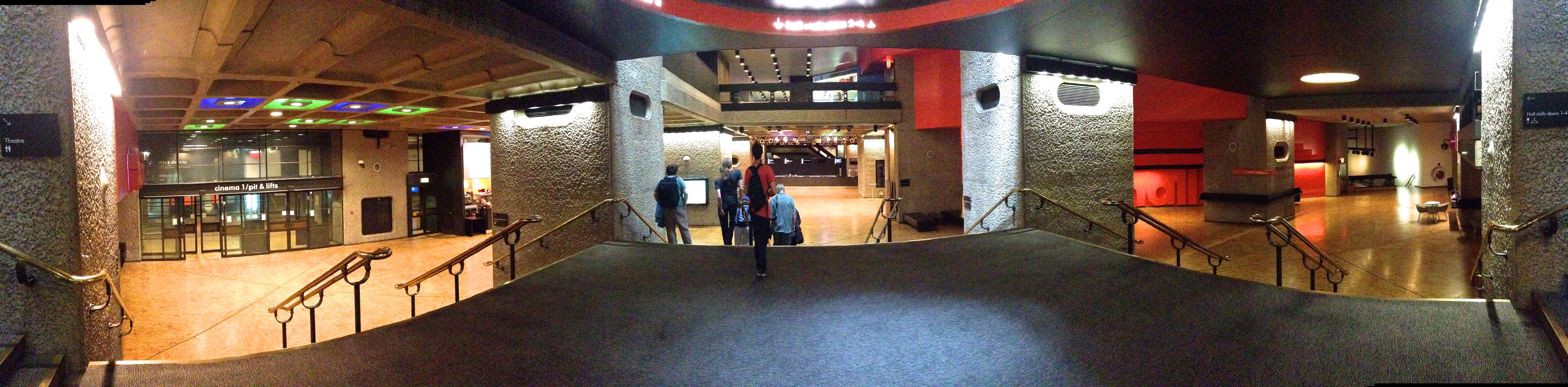
Panoramafoto van de entreehal

### Verdere ontwikkeling
Halverwege de jaren '90 werd het complex 'aangekleed' met beelden en decoratieve elementen die deden denken aan de arts-and-craftsbeweging. Tien jaar later vonden opnieuw aanpassingen plaats, waarbij onder andere een voetgangersbrug naar Silk Street werd toegevoegd, de bewegwijzering werd aangepast en de meeste decoratieve elementen verdwenen. Centraal in het verhoogd aangelegde voetgangersgebied ligt een vijver, Lake genoemd, en een groot terras. Tegen de toneeltoren zijn glazen kassen gebouwd, waarin subtropische planten in hoge betonnen bakken gedijen.
Over de akoestiek van de grootste zaal, de Barbican Hall, zijn de meningen verdeeld. Volgens sommigen is die te droog voor grootschalige concerten. In 1994 en 2001 verbeterde de akoestiek door een aantal aanpassingen.
De schouwburgzaal werd speciaal gebouwd voor de Royal Shakespeare Company, maar artistiek directeur Adrian Nobel besloot in 2002 het huurcontract niet te verlengen omdat het gezelschap meer wilde reizen en de beschikbare ruimte in het Barbican Centre niet voldeed. Het theater verlengde daarna de internationale programmering, Barbican International Theatre Events, die voorheen ook al meer dan de helft van de seizoensprogrammering uitmaakte. In 2009, 2011 en 2013 speelde Toneelgroep Amsterdam drie verschillende voorstellingen in het Barbican. In januari 2013 kondigde de nieuwe artistiek directeur van de RSC, Greg Doran, aan dat zijn gezelschap zou terugkeren naar het Barbican Theatre.

## Het Barbican Centre nu
Het Barbican Centre bestaat uit:

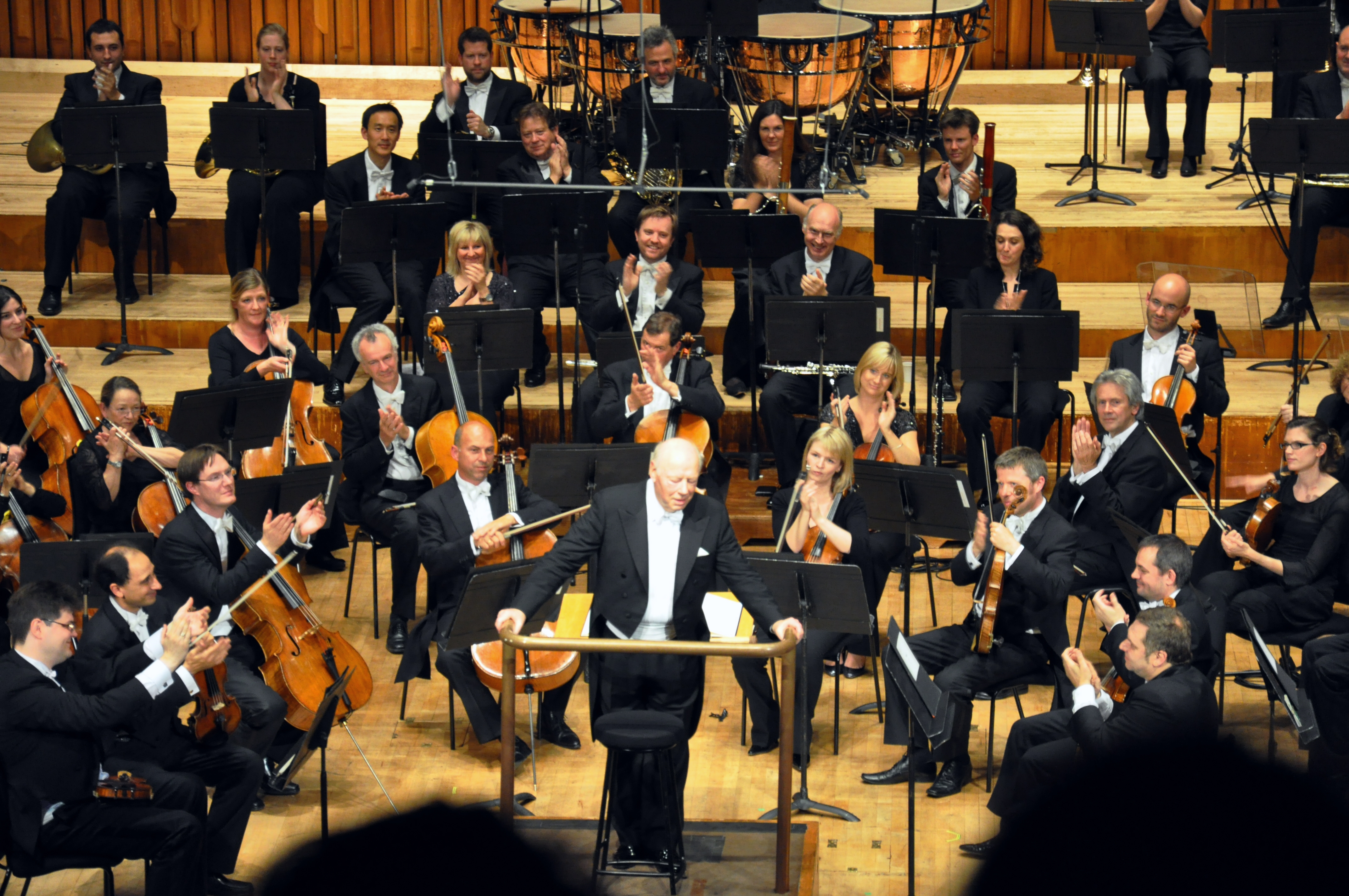
Bernard Haitink en het LSO in de Barbican Hall in juni 2011

- Barbican Hall: de grote concertzaal met een capaciteit van 1943 bezoekers; thuishaven van het London Symphony Orchestra en het BBC Symphony Orchestra[8]
- Barbican Theatre: de schouwburgzaal met een capaciteit van 1156 bezoekers; speciaal ontworpen voor de Royal Shakespeare Company[9]
- The Pit: een flexibele theaterruimte voor ongeveer 200 bezoekers
- Barbican Art Gallery en de nieuwe expositieruimte The Curve

Officieel geen deel uitmakend van het Barbican Centre, maar wel in hetzelfde gebouwencomplex ondergebracht, zijn:
- Barbican Film: 3 bioscoopzalen met 288 en tweemaal 156 stoelen
- Barbican Library: een van de grootste openbare bibliotheken in Londen met bijzondere collecties op het gebied van muziek en kunst, en onder andere twee gratis te gebruiken piano's
- 7 conferentieruimtes
- 2 beursruimtes
- 3 restaurants

De Guildhall School of Music and Drama ligt naast het Barbican Centre. De concertzaal van de school wordt regelmatig gebruikt voor uitvoeringen die door het Barbican Centre geprogrammeerd worden.

### Foto's exterieur

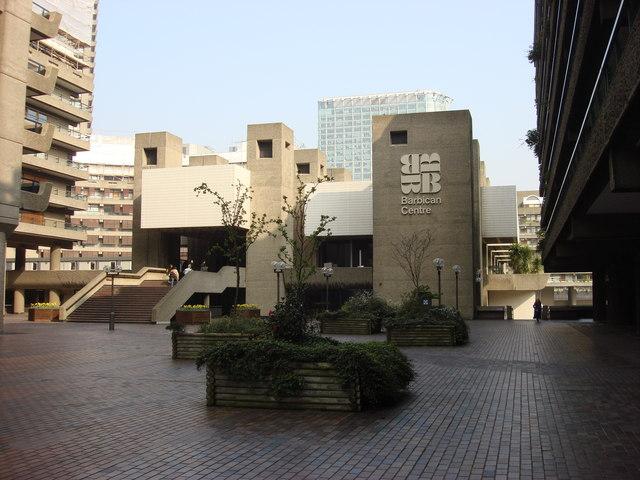
Entree verhoogd plein
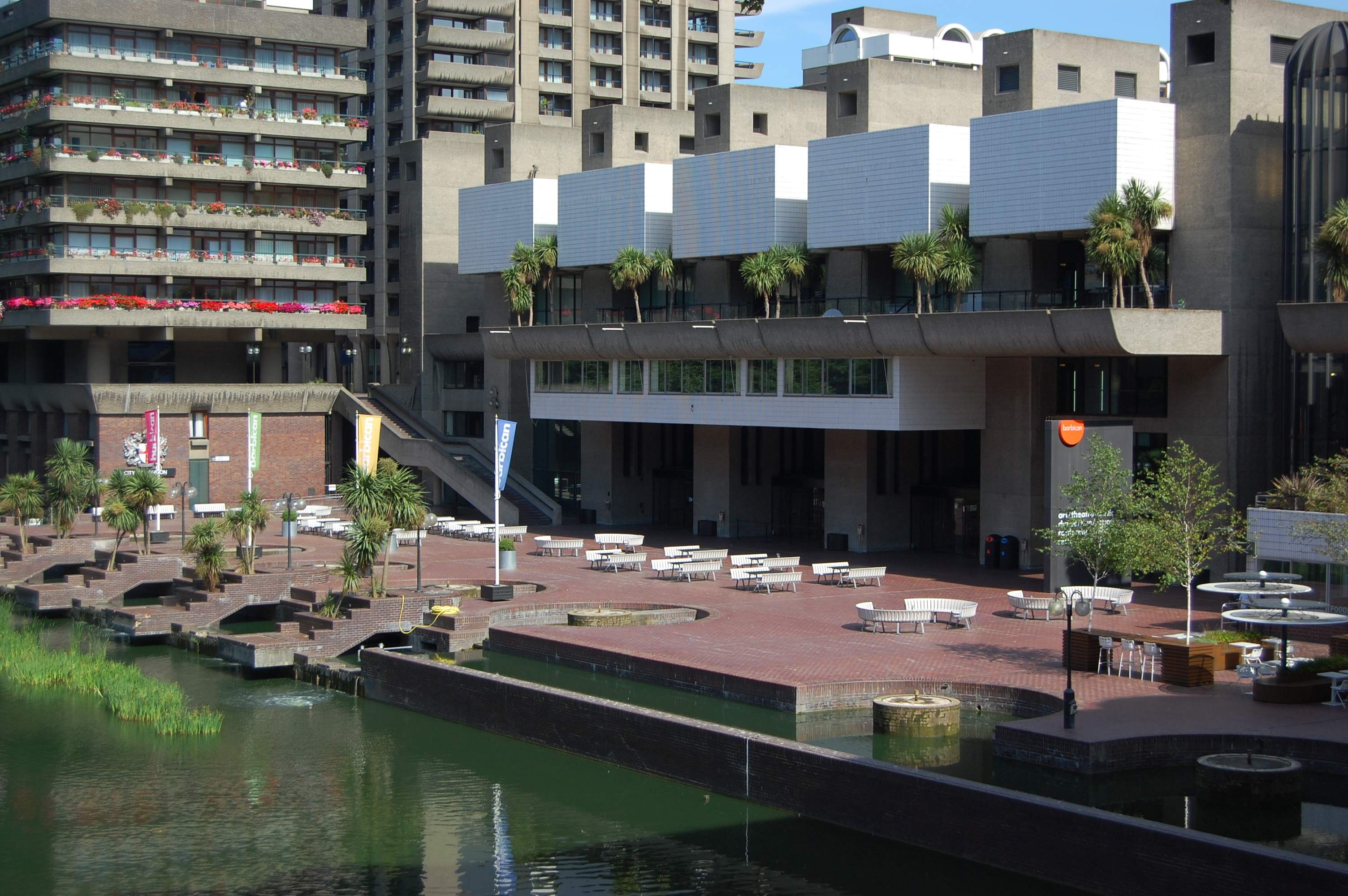
Barbican Lakeside
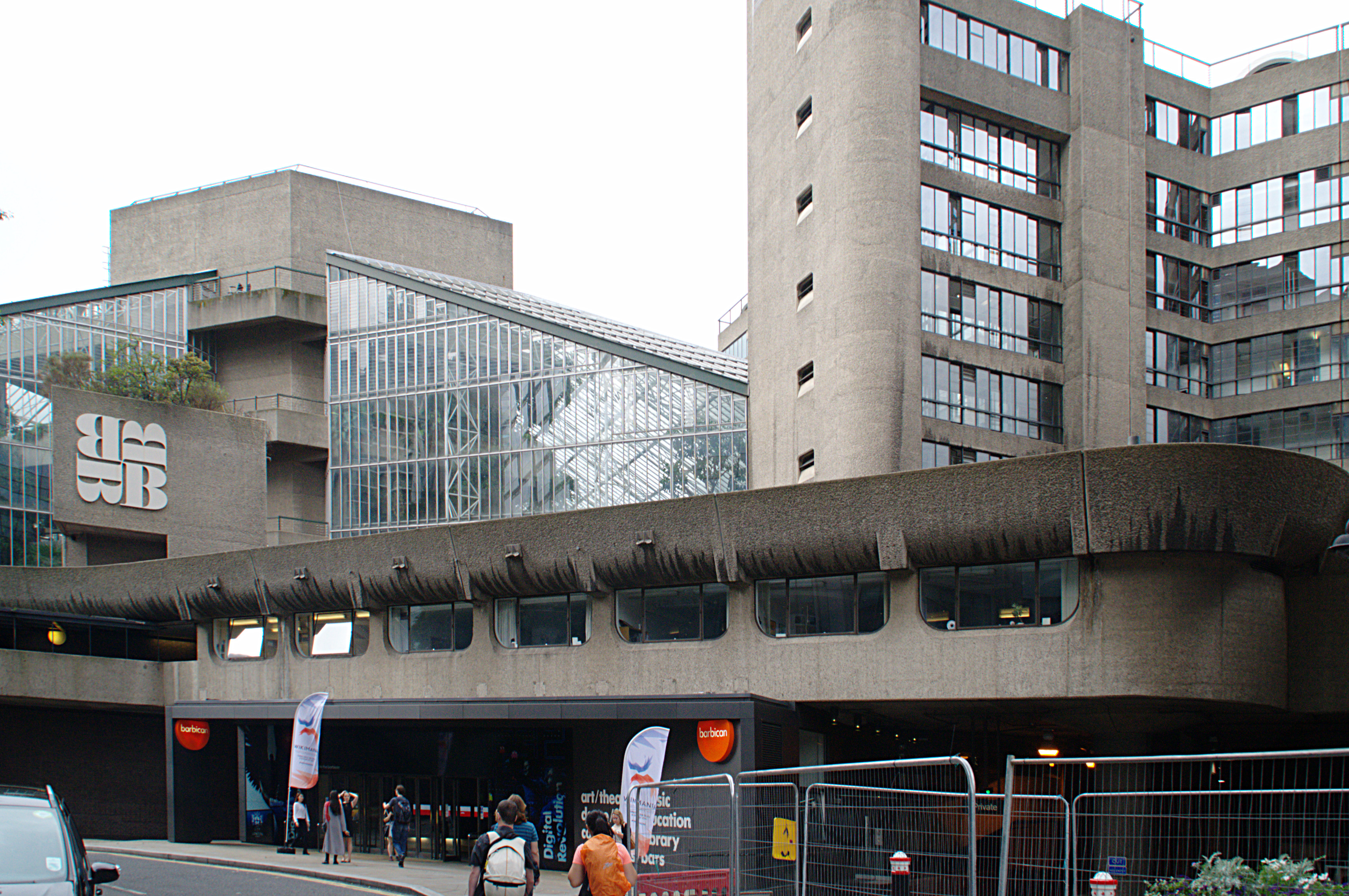
Vanaf straatniveau
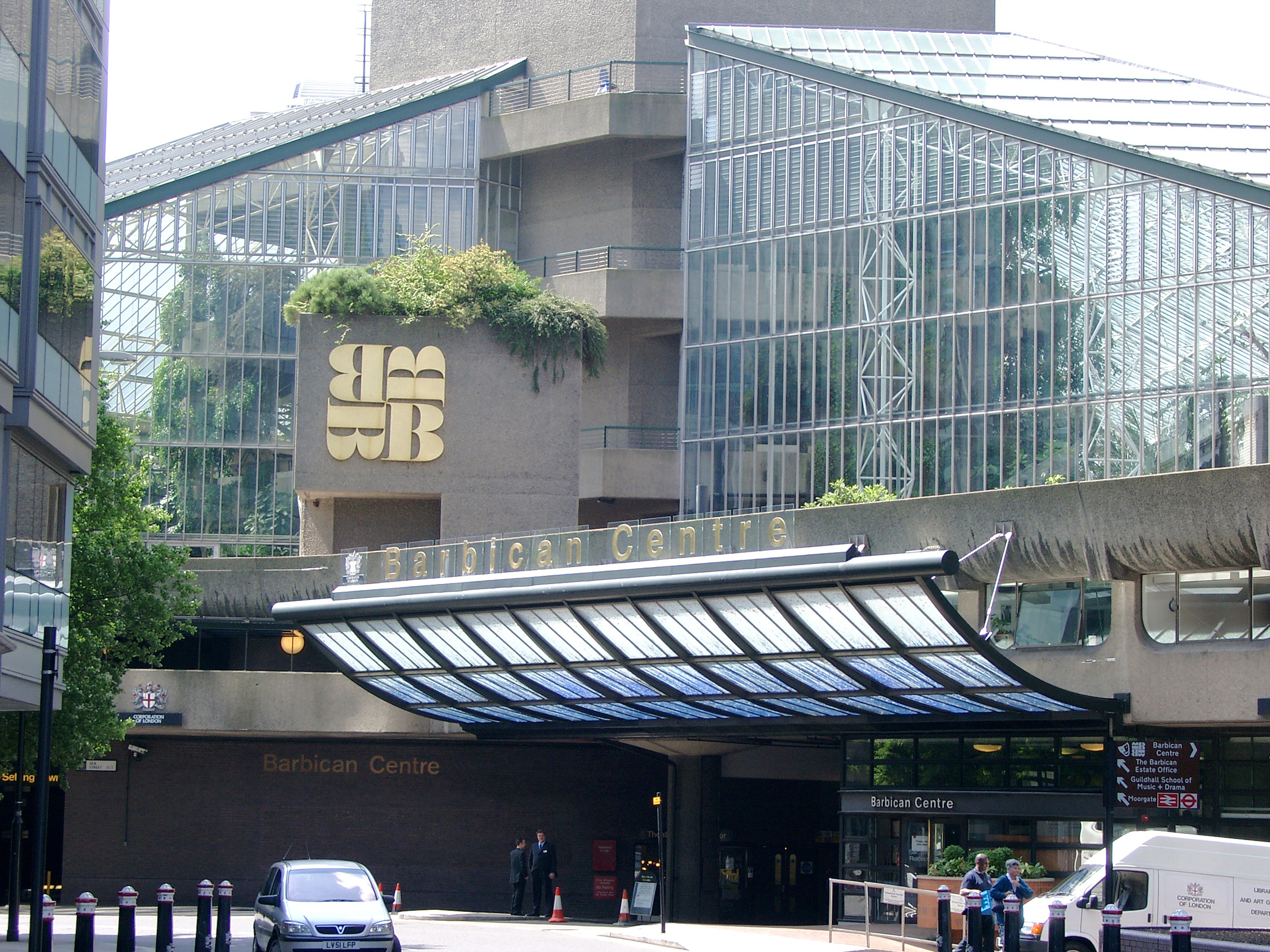
Idem, met kassen

### Foto's interieur

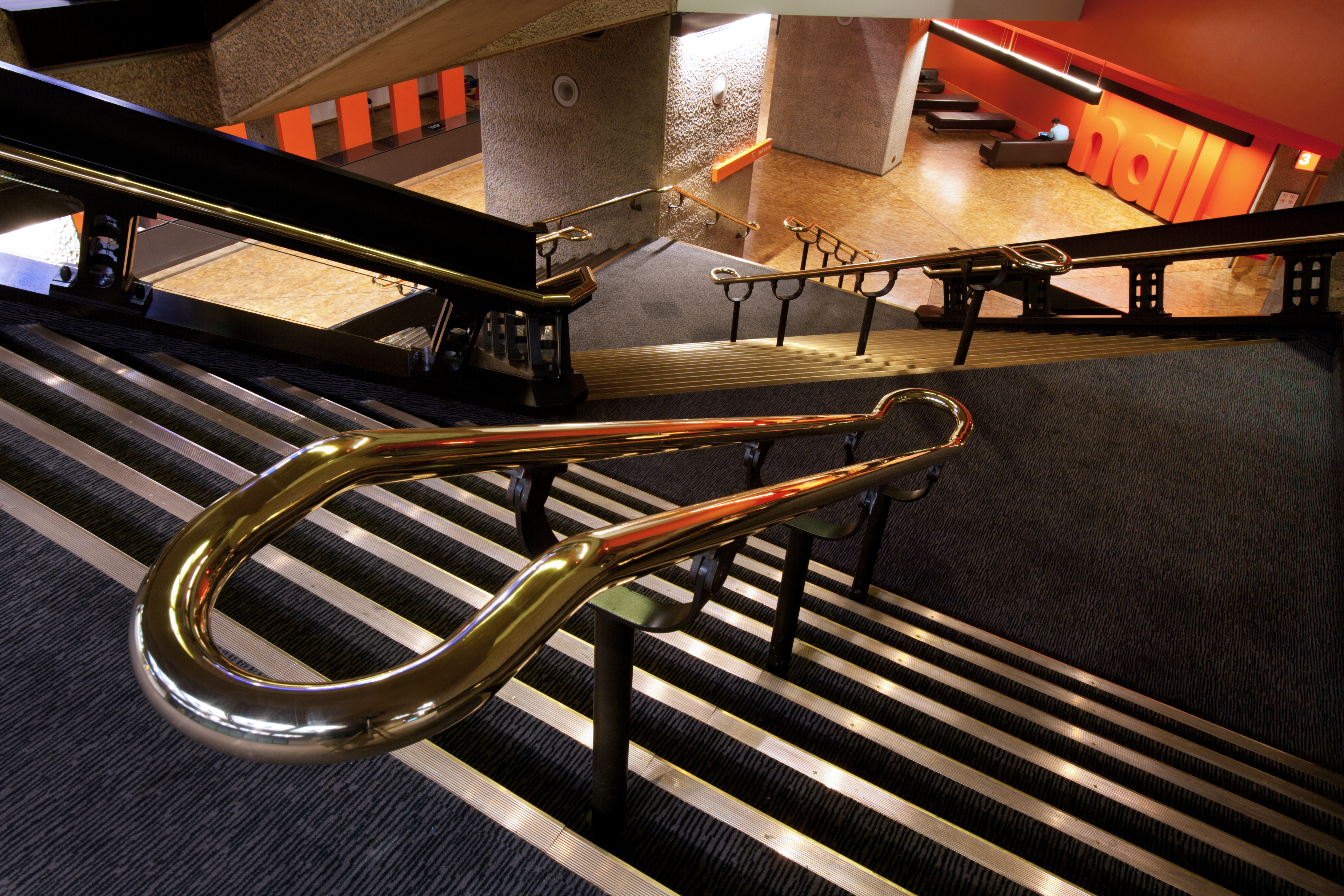
Hal en trappartij
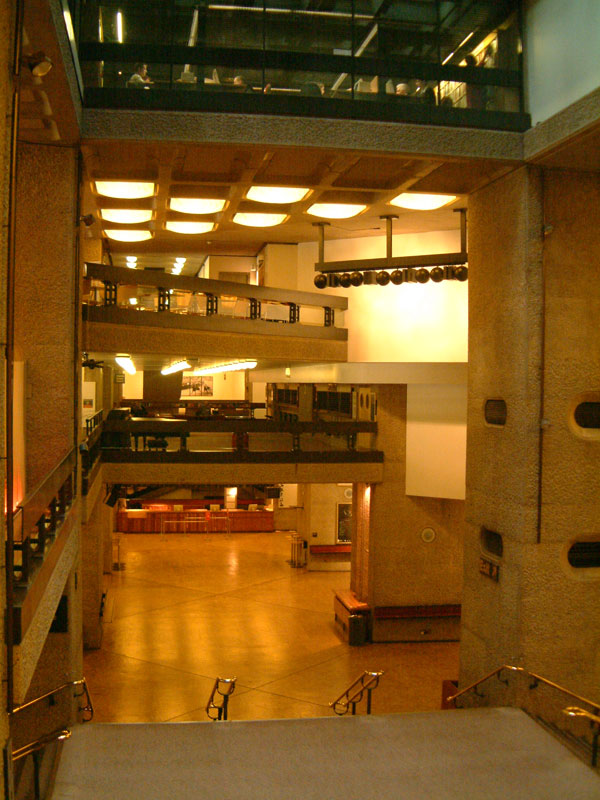
Expositieruimte
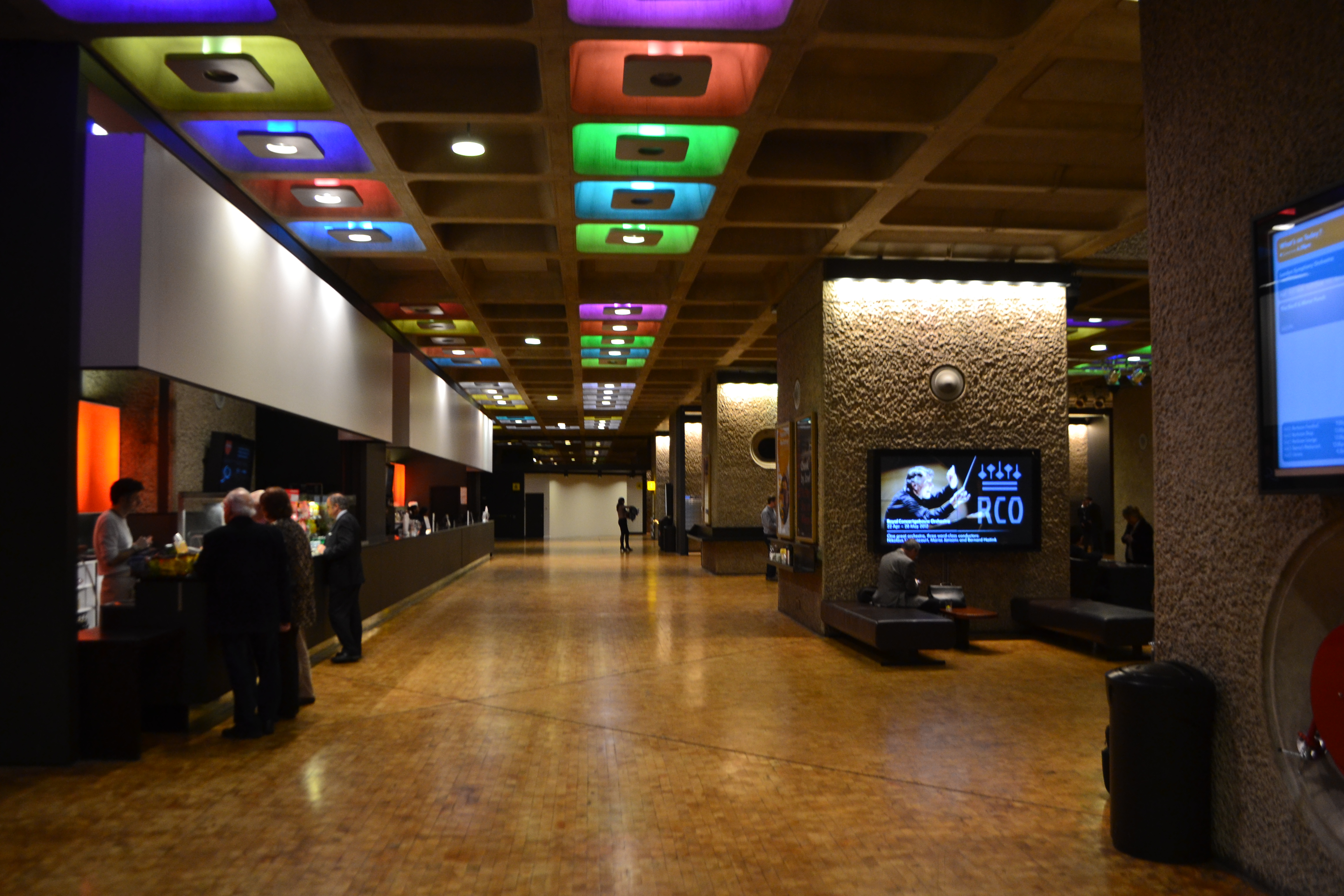
Foyer
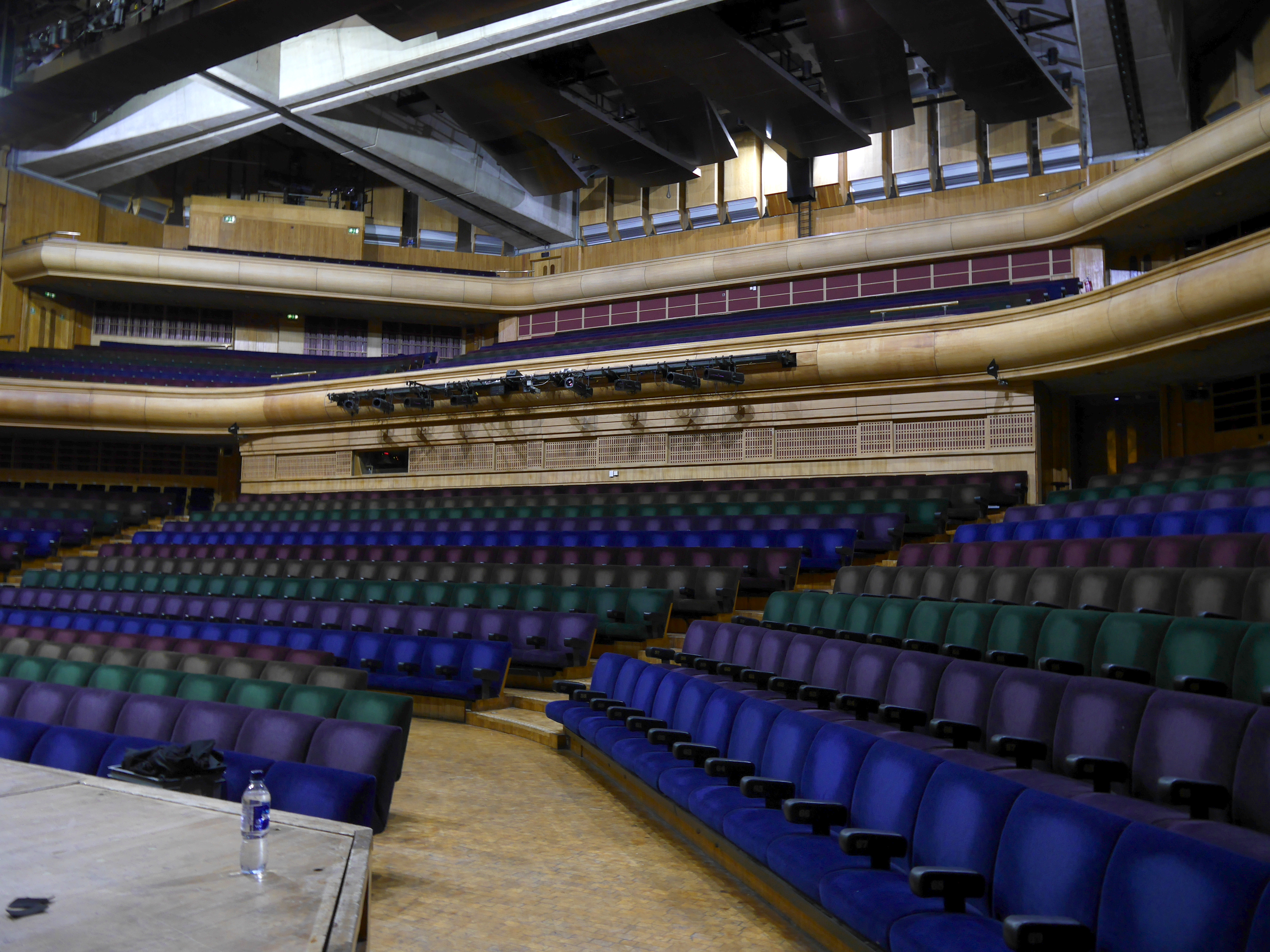
Barbican Hall